# لولیتا سویا
لولیتا سِـوّیا (اسپانیایی: Lolita Sevilla‎؛ ‏ ۲۰ مارس ۱۹۳۵ – ۱۶ دسامبر ۲۰۱۳) بازیگر و خواننده اهل اسپانیا بود.
از فیلم‌هایی که وی در آن‌ها نقش داشته‌است، می‌توان به ماریا مورنا و خوش آمدید آقای مارشال! اشاره نمود.